# 577 (numero)
Cinquecentosettantasette (577) è il numero naturale dopo il 576 e prima del 578.

## Proprietà matematiche
- È un numero dispari.
- È un numero difettivo.
- È un numero primo.
- È un Numero di Proth.
- È un numero fortunato.
- È un numero palindromo e un numero ondulante nel sistema di numerazione posizionale a base 18 (1E1) e in quello a base 24 (101).
- È un numero intero privo di quadrati.
- È parte delle terne pitagoriche (48, 575, 577, (577, 166464, 166465).

## Astronomia
- 577 Rhea è un asteroide della fascia principale del sistema solare.
- NGC 577 è una galassia spirale della costellazione della Balena.

## Astronautica
- Cosmos 577 è un satellite artificiale russo.

## Altri ambiti
- È il numero dei seggi dei deputati francesi.